# دوبه گوگل
دوبه گوگل (به انگلیسی: Google barges) یک کشتی است که طول آن ۲۴۹٫۶ فوت (۷۶٫۱ متر) می‌باشد.